# Guo Xinxin
Dans ce nom chinois, le nom de famille, Guo, précède le nom personnel.
Guo Xinxin (chinois : 郭心心, née le 2 août 1987, est une skieuse acrobatique chinoise spécialisée dans les épreuves de saut acrobatique.
Au cours de sa carrière, elle a pris la dix-neuvième place des Jeux olympiques 2002 puis la sixième place en 2006, aux différents Mondiaux auxquels elle a pris part, sa meilleure performance est une médaille de bronze en 2005, enfin, en coupe du monde, elle est montée à dix reprises sur un podium pour trois victoires, par ailleurs elle a terminé troisième du classement du saut acrobatique en 2005.

## Palmarès

### Jeux olympiques d'hiver
Guo Xinxin participe aux épreuves de saut acrobatique de trois éditions consécutives des Jeux olympiques, de 2002 à 2010, et obtient une médaille de bronze en 2010 à Vancouver.
| Épreuve / Édition      | Saut acrobatique |
| JO 2002 Salt Lake City | 19e              |
| JO 2006 Turin          | 6e               |
| JO 2010 Vancouver      | Bronze           |

### Championnats du monde
Guo Xinxin participe aux épreuves de saut acrobatique de quatre éditions consécutives des Championnats du monde de ski acrobatique, de 2003 à 2009, et obtient une médaille de bronze en 2005 à Ruka.
| Épreuve / Édition | Deer Valley 2003 | Ruka 2005 | Madonna di Campiglio 2007 | Inawashiro 2009 |
| Skicross          | 5e               | Bronze    | 8e                        | 10e             |

### Coupe du monde
Guo Xinxin participe pendant onze saison à la Coupe du monde de ski acrobatique pour un total de soixante-douze départs, de 1999-2000 à 2009-2010.
- Meilleur classement au général : 4e en 2010[3].
- Meilleur classement en bosses : 2e en 2010[3].
- 10 podiums en bosses dont 3 victoires[4].

#### Différents classements en Coupe du monde
| Année/Classement | Année/Classement | Général | Général | Saut   | Saut   |
| Année/Classement | Année/Classement | Class.  | Points  | Class. | Points |
| ---------------- | ---------------- | ------- | ------- | ------ | ------ |
| 2000             | 2000             | 48e     | 22      | 22e    | 88     |
| 2001             | 2001             | 33e     | 48      | 16e    | 192    |
| 2002             | 2002             | 47e     | 34      | 15e    | 168    |
| 2003             | 2003             | 28e     | 65      | 13e    | 388    |
| 2004             | 2004             | 41e     | 20      | 13e    | 239    |
| 2005             | 2005             | 11e     | 44      | 3e     | 524    |
| 2006             | 2006             | 27e     | 27      | 7e     | 297    |
| 2007             | 2007             | 9e      | 43      | 4e     | 259    |
| 2008             | 2008             | 25e     | 31      | 7e     | 278    |
| 2009             | 2009             | 24e     | 30      | 10e    | 207    |
| 2010             | 2010             | 4e      | 58      | 2e     | 346    |

#### Détail des victoires
Guo Xinxin a gagné dans sa carrière trois épreuves de saut acrobatique en Coupe du monde.
| Édition / Épreuve | Saut acrobatique |
| 2005              | Shenyang         |
| 2006              | Deer Valley      |
| 2010              | Changchun        |